# ダグラス・ホワイト
ダグラス・ホワイト（Douglas Whyte、韋達、1971年11月15日 - ）は、香港ジョッキークラブに所属する元騎手で現在は調教師。南アフリカ共和国・ダーバン出身。身長167センチメートル、体重52.5キログラム、血液型O型。

## 来歴
1987年、南アフリカで騎手デビュー。

### 香港での来歴
1996年/1997年シーズンから香港ジョッキークラブでの騎乗を開始し、この年は9か月のシーズンのうち6か月を香港で過ごしただけだったが、同じ南アフリカ人で5度目の香港リーディングを獲得したバジル・マーカスに7勝差と迫る50勝を挙げて2位になった。
1997年/1998年シーズンからアイヴァン・アラン厩舎の主戦騎手となり、香港ヴァーズをインディジェナスに騎乗して制し、香港でG1初勝利を挙げた。
2000年/2001年シーズンに自身初となる香港リーディングジョッキーとなる。
2003年/2004年シーズンには、香港ジョッキークラブ史上初の年間100勝を突破し、シーズン106勝を挙げ4シーズン連続のリーディングジョッキーとなる。
2004年/2005年シーズンは、自身の記録を更新する114勝を挙げ、5シーズン連続のリーディングジョッキーとなる。
2006年/2007年シーズンは、91勝を挙げ7シーズン連続のリーディングジョッキーとなった。
2007年/2008年シーズン、12月5日にインターナショナルジョッキーズチャンピオンシップで優勝した。12月10日に香港通算947勝を挙げ、アンソニー・クルーズ調教師が騎手時代に記録していた香港歴代最多勝記録を更新した。その後、通算1000勝も突破し、8シーズン連続のリーディングジョッキーとなった。
2008年/2009年シーズン、4月5日に通算1100勝を達成するなどして9シーズン連続のリーディングジョッキーの座を獲得。
2009年/2010年シーズンは、ブレット・プレブルとの熾烈な争いとなった。特に前半はホワイトの勝ち星が延びず、一方でプレブルが好調を持続した為、遂にリーディングジョッキーの座を明け渡すかに思われたが、次第にその差を詰め、結局シーズン100勝をマークして10シーズン連続のリーディングジョッキーに輝いた。（プレブルとの差はわずかに1勝であった）
2010年/2011年シーズンは、引き続きプレブルとの戦いとなったが、これを制して11シーズン連続リーディングジョッキーを達成した。
2011年/2012年シーズンは、プレブルに加え、オーストラリアの新鋭ザカリー・パートンとの三つ巴のリーディング争いになったが、ここでもホワイトが2人を抑えてリーディングジョッキーの座を獲得した。
2012年/2013年シーズンは、これまでと様相が異なり、パートンが大きく勝ち星を伸ばしてホワイトが追う展開となり、そのままパートンが逃げ切るかに思えたが、ホワイトが後半勝利を重ねて101勝を記録し、遂にパートンを逆転。13季連続リーディングジョッキーの座を守った。
2013年/2014年シーズンは、香港国際競走での2連勝など、大レースでの勝負強さは光るものの、2014年1月現在の勝利数ではパートンに20勝以上の差を付けられて3位に甘んじており、14季連続でのリーディングジョッキーの獲得が厳しくなりつつある。
2014年シーズン以降は、パートンに加え、新たに香港で騎乗を開始したジョアン・モレイラ騎手に大きく差を付けられる状態が続いている。
2019年1月に2月限りで現役を引退し調教師に転身、2019/20シーズンからの厩舎開業が会見で発表された。

### その他の来歴
中央競馬での初騎乗は1998年6月14日、東京競馬場の第4競走でシルクサザンクロスに騎乗し18着。また同日に行われた第48回安田記念では、香港のオリエンタルエクスプレスに騎乗し8番人気ながら2着に健闘している。
2003年、第17回ワールドスーパージョッキーズシリーズ出場のために来日し、12月7日のゴールデンブーツトロフィーでは2番人気のマヤノモーリスに騎乗して中央競馬初勝利を挙げた。
2004年夏には初めて日本中央競馬会（JRA）の短期免許を取得し日本で騎乗した（身元引受人は藤沢和雄調教師と馬主の駒井孝男）。8月8日の函館2歳ステークスではアンブロワーズに騎乗し優勝。中央競馬の重賞初勝利を挙げるなど66戦15勝の活躍を見せた。同年の第18回ワールドスーパージョッキーズシリーズには2年連続で参戦し、アンドレアス・スボリッチ騎手と同点ながら見事初優勝を飾った。
2005年の第19回ワールドスーパージョッキーズシリーズは最下位（14位）に敗れた。2006年は参加する予定だったが後日辞退した。2007年の第21回ワールドスーパージョッキーズシリーズは31ポイントを獲得し5位となった。
2008年、自身10年ぶりの参戦となる安田記念へ騎乗するためにアルマダと共に来日し、レース開催週の土曜日に4鞍、日曜には安田記念を含め6鞍、短期免許ではない来日にもかかわらず土日合計で10鞍も騎乗することになった。勝利こそなかったが2着が3回あり、そのうちの1回は安田記念においてアルマダに騎乗しての2着だった。その約1か月後に再び来日し、7月5日から8月4日まで4年ぶり3度目の短期免許を取得して中央競馬で騎乗している。身元引受人は藤沢和雄調教師と山本英俊。
2010年、約2年ぶりの短期免許を取得（期間は7月24日～8月29日）。身元引受人は池江泰寿調教師と吉田勝己。7月25日の函館記念では、マイネルスターリーに騎乗し優勝。JRA重賞2勝目を飾った。しかし8月14日、札幌競馬第6競走での騎乗が走行妨害と判断され、8月21日から29日（開催日4日間）まで騎乗停止処分を受けた。このため、短期免許の期限を待たず帰国した。同年10月30日・10月31日には再度短期免許を取得（身元引受人は萩原清調教師と久米田正明）したが、天皇賞（秋）でのジャガーメイルの騎乗がまたも走行妨害と判断され、11月6日から11月14日（開催日4日間）まで騎乗停止処分を受けた。このため、2010年末に導入された「当該年の短期免許期間内に騎乗停止を2回受けた」騎手に対する次年度（2011年）のJRA短期騎手免許の発給制限に抵触する事となった（2011年は同様にクリストフ・スミヨンも「当該年の制裁点30点以上」となり、JRA短期騎手免許の発給制限の対象となっている）。

## 表彰
- 香港リーディングジョッキー（13回）

2000年/2001年シーズン〜2012年/2013年シーズン

## 主な騎乗馬
- アルマダ / Armada（2006年香港マイル2着、2008年チャンピオンズマイル2着、安田記念2着）
- アンビシャスドラゴン / Ambitious Dragon（2011年クイーンエリザベス2世カップ）
- インディジェナス / Indigenous（1998年香港国際ヴァーズ、1999年ジャパンカップ2着）
- オリエンタルエクスプレス / Oriental Express（1998年安田記念2着）
- タイバー / Tiber（2003年香港クラシックマイル）
- アンブロワーズ（2004年函館2歳ステークス、阪神ジュベナイルフィリーズ2着）
- マイネルスターリー（2010年函館記念）
- グロリアスデイズ /Glorious Days（2012年ジョッキークラブマイル、2013年香港スチュワーズカップ、香港マイル）

## 年度別成績表
- 香港競馬

| シーズン      | 騎乗数 | 勝利   | 勝利 | 勝率 | 獲得賞金      |
| シーズン      | 騎乗数 | 勝数   | 順位 | 勝率 | 獲得賞金      |
| ------------- | ------ | ------ | ---- | ---- | ------------- |
| 1996年/1997年 | ?      | 50勝   | 2位  | ?    | ?             |
| 1997年/1998年 | ?      | ?勝    | ?位  | ?    | ?             |
| 1998年/1999年 | ?      | ?勝    | ?位  | ?    | ?             |
| 1999年/2000年 | ?      | ?勝    | ?位  | ?    | ?             |
| 2000年/2001年 | ?      | 88勝   | 1位  | ?    | ?             |
| 2001年/2002年 | ?      | 77勝   | 1位  | ?    | ?             |
| 2002年/2003年 | ?      | 88勝   | 1位  | ?    | ?             |
| 2003年/2004年 | 608    | 106勝  | 1位  | .174 | ?             |
| 2004年/2005年 | ?      | 98勝   | 1位  | ?    | ?             |
| 2005年/2006年 | 645    | 114勝  | 1位  | .176 | 7313万0045    |
| 2006年/2007年 | 633    | 91勝   | 1位  | .143 | 6938万3125    |
| 2007年/2008年 | ?      | 111勝  | 1位  | ?    | ?             |
| 2008年/2009年 | ?      | 96勝   | 1位  | ?    | ?             |
| 2009年/2010年 | ?      | 100勝  | 1位  | ?    | ?             |
| 2010年/2011年 | ?      | 96勝   | 1位  | ?    | ?             |
| 2011年/2012年 | ?      | 107勝  | 1位  | ?    | ?             |
| 2012年/2013年 | 543    | 101勝  | 1位  | .186 | 1億0902万0900 |
| 2013年/2014年 | ?      | ?勝    | ?位  | ?    | ?             |
| 通算          | ?      | 1524勝 | -    | ---  | ?             |

※金額の単位は香港ドル、成績は2012年/2013年シーズン終了時点。
- 中央競馬

| 年     | 騎乗数   | 勝利     | 勝利     | 勝率     | 連対率   | 獲得賞金      |
| 年     | 騎乗数   | 勝数     | 順位     | 勝率     | 連対率   | 獲得賞金      |
| ------ | -------- | -------- | -------- | -------- | -------- | ------------- |
| 1998年 | 4        | 0勝      | 187位    | .000     | .250     | 3909万2000    |
| 1999年 | 2        | 0勝      | 188位    | .000     | .500     | 5539万8000    |
| 2000年 | 1        | 0勝      | 192位    | .000     | .000     | 0             |
| 2001年 | 騎乗なし | 騎乗なし | 騎乗なし | 騎乗なし | 騎乗なし | 騎乗なし      |
| 2002年 | 騎乗なし | 騎乗なし | 騎乗なし | 騎乗なし | 騎乗なし | 騎乗なし      |
| 2003年 | 6        | 1勝      | 169位    | .167     | .167     | 1625万8000    |
| 2004年 | 93       | 17勝     | 51位     | .183     | .344     | 3億5088万0000 |
| 2005年 | 10       | 0勝      | 176位    | .000     | .000     | 0             |
| 2006年 | 騎乗なし | 騎乗なし | 騎乗なし | 騎乗なし | 騎乗なし | 騎乗なし      |
| 2007年 | 9        | 2勝      | 133位    | .222     | .222     | 2836万9000    |
| 通算   | 125      | 20勝     | -        | ?        | ?        | 4億8999万7000 |

※金額の単位は円、成績は2007年終了時点。

## 騎乗成績

### 日本
|                     | 日付          | 競馬場・開催    | 競走名            | 馬名                     | 頭数 | 人気 | 着順 |
| ------------------- | ------------- | --------------- | ----------------- | ------------------------ | ---- | ---- | ---- |
| 初騎乗              | 1998年6月14日 | 3回東京4日目4R  | 4歳未勝利         | シルクサザンクロス       | 18頭 | 12   | 18着 |
| 初勝利              | 2003年12月7日 | 5回阪神2日目10R | ゴールデンブーツT | ゴールデンブーツ         | 13頭 | 2    | 1着  |
| 重賞初騎乗 GI初騎乗 | 1998年6月14日 | 3回東京4日目11R | 安田記念          | オリエンタルエクスプレス | 17頭 | 8    | 2着  |
| 重賞初勝利          | 2004年8月8日  | 2回函館8日目9R  | 函館2歳ステークス | アンブロワーズ           | 16頭 | 6    | 1着  |
| GI初勝利            |               |                 |                   |                          |      |      |      |

## 人物・エピソード
- 既婚者であり、子どもが2人いる。